# Armazón (arma)
Armazón es en armamentística, el esqueleto, armadura, marco o bastidor de algún utensilio, en especial los aparatos o máquinas compuestas de varias piezas que se colocan en él para su funcionamiento. Se aplica en el arte militar a las armas de fuego, maquinaria, etc.

## Historia
Históricamente se pueden citar a los siguientes tipos de armazones:
Armazón para camisas de embreadasbastidor cuadrilátero con tejido de alambre.
Armazón para carcasascasquetes esféricos, chapeados de hierro, unidos por cuatro varillas del mismo metal. El interior se llenaba de materias inflamables y el conjunto se encerraba en un saco. Análoga a esta era el armazón para pollada.
Armazón de revólverpieza de fundición, de acero, que suele comprender el cañón, la caja que contiene las piezas del mecanismo y el perfil de la empuñadura o culata.